# (152471) 2005 WE1
(152471) 2005 WE1 (2005 WE1, 2002 GP41) — астероїд головного поясу, відкритий 21 листопада 2005 року.
Тіссеранів параметр щодо Юпітера — 3,185.